# Amor
Amor (latinsko ljubezen; tudi Kupid) je v rimski mitologiji bog ljubezni. Upodablja se kot mladenič, tudi otrok s krili, v kiparstvu pravimo takemu kipu amoret. Ima lok in puščice, s katerimi naj bi streljal na ljudi. Kogar zadene puščica, se takoj zaljubi. 
Amorjev grški ustreznik je Eros. Čeprav je Eros v klasični grški umetnosti na splošno upodobljen kot vitek krilat mladec, je bil v helenističnem obdobju vse bolj upodobljen kot debel deček. V tem času je njegova ikonografija dobila lok in puščico, ki predstavljata njegov vir moči: oseba ali celo božanstvo, ki ga ustreli Erosova puščica, je napolnjena z neobvladljivo željo.
Po Amorju se imenuje tudi skupina asteroidov blizu Zemlje, Amorci. Prvi asteroid iz te skupine, ki so ga odkrili, je bil asteroid 1221 Amor, ki je tako dal božansko ime celotni skupini.

## Etimologija
Ime Cupīdō izvira iz občnega imena cupīdō v pomenu »vroča, strastna želja«, tvorjenke iz latinskega glagola cupere »vroče, strastno želeti«, prvotno *»vreti, kipeti«, saj je glagol izpeljan iz praindoevropskega korena *kueh1p-, iz katerega se je razvil tudi slovanski *kypěti, iz tega pa naš kipeti.

## Izvor in rojstvo
Rimljani so mite in koncepte grškega Erosa za Kupida preoblikovali v svoji literaturi in umetnosti, srednjeveški in renesančni mitografi pa jih prosto povezujejo. V grški tradiciji je imel Eros dvojno, nasprotujoče si rodoslovje. Bil je med prvinskimi bogovi, ki so nastali nespolno; po njegovi generaciji so se božanstva rodila prek moško-ženskih zvez. V Heziodovi Teogoniji sta starejša samo Kaos in Gaja (Zemlja). Pred obstojem dihotomije med spoloma je Eros deloval tako, da je entitete ločeval od sebe tisto, kar so že vsebovali.
Hkrati je bil Eros, ki je bil upodobljen kot deček ali vitek mladostnik, otrok božanskega para, katerega identiteta se je glede na vir razlikovala. Vplivni renesančni mitograf Natale Conti je svoje poglavje o Kupidu / Erosu začel z izjavo, da Grki sami niso prepričani glede njegovega porekla: Nebo in Zemlja, Ares in Afrodita, Noč in Eter ali Prepiri in Zefir. Grški potopisec Pavzanij, ugotavlja, si nasprotuje, ko je v nekem trenutku dejal, da je Eros pozdravil Afrodito na drugem pa, da je bil Eros Afroditin sin in najmlajši od bogov.
V latinski literaturi Kupida običajno obravnavajo kot Venerinega sina brez sklicevanja na očeta. Seneca pravi, da je Vulkan kot Venerin mož, Kupidov oče . Cicero pravi, da so bili trije Kupidi, pa tudi tri Venere: prvi Kupid je bil sin Merkurja in Diane, drugi Merkurja in druge Venere, tretji pa Marsa in tretje Venere. Ta zadnji Kupid je bil enakovreden Anterosu, enemu od Erotov, bogov, ki so poosebljali vidike ljubezni. Mnogo Kupidov, ki se podijo v umetnosti, so okrasna manifestacija teh naraščajočih ljubezni in želja. V času angleške renesanse je Christopher Marlowe pisal o »deset tisočih Kupidih«; v poročni maski Bena Jonsona Hymenaei, »tisoč raznobarvnih ljubezni ... skok po poročni sobi«.
V poznejši klasični tradiciji Kupida najpogosteje obravnavajo kot sina Venere in Marsa, čigar ljubezenska afera je predstavljala alegorijo ljubezni in vojne. Dvojstvo med prvinskim in spolno spočetim Erosom je ustrezalo filozofskim konceptom nebeške in zemeljske ljubezni tudi v krščanski dobi.

## Atributi in teme
Kupid je krilat, domnevno zato, ker so ljubimci muhasti in si verjetno premislijo, fantovski pa zato, ker je ljubezen nerazumna. Njegova simbola sta puščica in bakla, »ker ljubezen rani in vname srce«. Ti atributi in njihova interpretacija so bili ugotovljeni v pozni antiki, kot je povzel Izidor Seviljski (umrl 636 n. št.) v svojih Etymologiae. Kupid je včasih upodobljen tudi z zavezanimi očmi in opisan kot slep, ne toliko v smislu nevidnega - saj je pogled ljubljene lahko spodbuda za ljubezen - kot utripajoč in samovoljen.
V Botticellijevi alegoriji Pomlad (1482), znani tudi po italijanskem naslovu La Primavera, je Kupid prikazan z zavezanimi očmi, medtem ko strelja s svojo puščico, nameščeno nad osrednjo figuro Venere.
Kupidi lahko zlasti v starodavni rimski umetnosti nosijo sadje, živali ali atribute letnih časov ali boga vina Dioniza, ki simbolizirajo generacijsko sposobnost zemlje.
Z vsemi temi združenji velja, da Kupid deli vzporednice z hindujskim bogom Kamadeva.

### Kupidova puščica
Kupid nosi dve vrsti puščic, eno z ostro zlato konico, drugo pa s topim svinčevim vrhom. Oseba, ranjena z zlato puščico, je polna neobvladljive želje, toda tisti, ki ga je udaril svinec, čuti odpor in želi le pobegniti. Uporabo teh puščic opisuje latinski pesnik Ovid v prvi knjigi svojih Metamorfoz. Ko Apolon zasmehuje Kupida kot majhnega lokostrelca, ga Kupid ustreli z zlato puščico, vendar prej udari predmet njegove želje, nimfo Dafne. Ujeta zaradi Apolonovega neželenega napredka, Dafne prosi svojega očeta, rečnega boga Peneja, ki jo spremeni v lovor, drevo, sveto Apolonu. To je prva od več neuspešnih ali tragičnih ljubezenskih odnosov z Apolonom.

### Kupid in čebele
V pravljici o Kupidu, tatu medu, otroka boga pičijo čebele, ko jim ukrade med iz panja. Zajoka in steče k materi Veneri in se pritožuje, da tako majhno bitje ne bi smelo povzročiti tako bolečih ran. Venera se smeji in opozori na poetično pravičnost: tudi on je majhen, a kljub temu prinaša pik ljubezni.
Zgodba o Erosu je bila prvič pripovedovana v Teokritovi Idylls (3. stoletje pr. n. št.). V renesansi so jo večkrat pripovedovali tako v umetnosti kot v poeziji. Tema je zaključila pesniški cikel Amoretti (1595) Edmunda Spenserja in je predstavila tematiko vsaj dvajsetih del Lucasa Cranacha starejšega in njegove delavnice. Nemški pesnik in klasicist Karl Philipp Conz (1762–1827) je zgodbo v istoimenski pesmi oblikoval kot Schadenfreude ('uživanje v bolečini nekoga drugega').

### Kupid in delfini
Tako v antični kot tudi poznejši umetnosti je Kupid pogosto prikazan pri jahanju delfina. Na starih rimskih sarkofagih lahko slika predstavlja potovanje duše, prvotno povezano z dionizijsko religijo. Mozaik iz pozne Rimske Britanije prikazuje procesijo, ki se vzpenja iz ust morskega boga Neptuna, najprej delfinov in nato morskih ptic, ki se dvigajo do Kupida. Ena od interpretacij te alegorije je, da Neptun predstavlja izvor duše v materiji, iz katere je bilo oblikovano življenje, pri čemer je Kupid zmagal kot zaželena usoda duše.
V drugih okoliščinah se Kupid z delfinom ponovi kot igriv motiv, kot v vrtnem kipu v Pompejih, ki prikazuje delfina, ki rešuje Kupida pred hobotnico ali Kupid, ki drži delfina. Delfin, ki je pogosto fantastično izdelan, je lahko izdelan kot izliv za vodnjak. Zdi se, da Kupid na vodnjaku moderne dobe v Palazzo Vecchio v Firencah v Italiji davi delfina.
Delfini so bili v antiki pogosto prikazani kot prijazni do ljudi, sam delfin pa bi lahko predstavljal naklonjenost. Plinij starejši je napisal zgodbo o delfinu pri Puteoliju, ki je na hrbtu čez jezero nosil dečka, ki je šel vsak dan v šolo; ko je deček umrl, je delfin žaloval do smrti.
V erotičnih prizorih iz mitologije lahko Kupid, ki jaha delfina, sporoča, kako hitro se ljubezen premika ali pa je Kupid v bližini morske zveri lahko pomirjujoča navzočnost za divjo vožnjo ljubezni. Kupid, ki jaha delfine, se lahko udeleži prizorov, ki prikazujejo poroko Neptuna in Amfitrite ali zmago Neptuna, znan tudi kot morski thiasos (ekstatični Dionizov spremljevalec).

### Demon nečistovanja
Da bi mite prilagodili krščanski rabi, so jih srednjeveški mitografi razlagali moralno. V tem pogledu je na Kupida mogoče gledati kot na 'demona nečistovanja'. Inovativni Theodulf Orleanski, ki je pisal v času vladavine Karla Velikega, je Kupida predstavil kot zapeljivo, a zlonamerno osebnost, ki izkorišča željo ljudi potegniti v alegorično podzemlje pregreh. Teodulfu je Kupidov drget simboliziral izprijen um, prevaro z lokom, strupe s puščicami in strast, ki jo je predstavljala goreča bakla. Primerno je bilo, da ga upodobijo nagega, da ne bi prikrili njegove prevare in zla.

### Speči Kupid
Speči Kupid je v renesančni poeziji in umetnosti postal simbol odsotne ali otopele ljubezni, med drugim tudi Michelangelov Speči Kupid (1496), ki je zdaj izgubljen. Antični tip je bil takrat znan po opisih v klasični literaturi in vsaj en ohranjen primer je bil od leta 1488 razstavljen na kiparskem vrtu Lorenza de' Medici.ref>Rona Goffen, Renaissance Rivals: Michelangelo, Leonardo, Raphael, Titian (Yale University Press, 2002, 2004), p. 95.</ref> V 1. stoletju našega štetja je Plinij starejši opisal dve marmornati različici Kupida (Erosa), eno pri Tespiji in golega v Pariumu, kjer je bil predmet erotične fascinacije.
Michelangelovo delo je bilo pomembno pri vzpostavljanju ugleda mladega umetnika, ki je imel takrat le dvajset let. Na zahtevo svojega zavetnika je povečal njegovo vrednost, tako da je namerno naredil videz 'starinskega', in tako ustvaril »njegov najbolj razvpit ponaredek«. Po priznanju prevare je bil Speči Kupid prikazan kot dokaz njegove virtuoznosti ob starodavnem marmorju, ki ga pripisujejo Praksitelu.
V poeziji Giambattiste Marina (umrl 1625) podoba Kupida ali Amorja, ki spi, predstavlja nedolžnost ljubezni v naročju brezdelja. Madrigal njegovega literarnega tekmeca Gasparja Murtole je spodbujal umetnike, naj naslikajo temo. Katalog del iz antike, ki jih je zbrala družina Mattei, pokrovitelji Caravaggia, je vseboval skice spečih kupidov na podlagi skulpture iz templja Venere Ericine v Rimu. Caravaggio, katerega dela je Murtola opisoval, se je izziva lotil s svojim Speči Kupid leta 1608, motečo upodobitvijo nezdravega, imobiliziranega otroka z »zlatenično kožo, zardelih lic, modrikastih ustnic in ušes, s suhimi prsi in otečenim trebuhom, zapravljenimi mišicami in vnetimi sklepi«. Domneva se, da je model bolehal za juvenilnim revmatoidnim artritisom. Caravaggiovega Spečega Kupida je na freski znova ustvaril Giovanni da San Giovanni, tema pa se je ponavljala skozi rimsko in italijansko umetnost v tem obdobju.

### Ljubezen premaga vse
Zgodaj v svoji karieri je Caravaggio izzival sodobne občutke s svojo »spolno provokativno in antiintelektualno« zmagovito ljubezen, znano tudi pod imenom Ljubezen premaga vse (Amor Vincit Omnia), v kateri drzno goli Kupid gazi embleme kulture in erudicije, ki predstavlja glasbo, arhitekturo, vojskovanje in znanost.

## V umetnosti
V umetnosti se Kupid pogosto pojavlja v večkratnikih kot Amores ali amorini v poznejši terminologiji umetnostne zgodovine, kar ustreza grškim Erotom. Kupidi so pogost motiv tako rimske umetnosti kot kasneje zahodne umetnosti klasične tradicije. V 15. stoletju se ikonografija Kupida začne spreminjati in postane putto.
Kupid je bil priljubljena osebnost tudi v srednjem veku, ko je imel pod krščanskim vplivom pogosto dvojno naravo kot nebeška in zemeljska ljubezen. V renesansi ga je ponovno zanimanje za klasično filozofijo obdarilo s kompleksnimi alegoričnimi pomeni. 
V sodobni popularni kulturi je Kupid prikazan, ko nariše svoj lok, da bi navdihnil romantično ljubezen, pogosto kot ikono Valentinovega.